# Ceslao di Cracovia
Ceslao (Cracovia, 1180 circa – Breslavia, 15 luglio 1242) è stato un presbitero polacco dell'Ordine dei frati predicatori, il suo culto come beato è stato confermato da papa Clemente XI nel 1712.

## Biografia
Originario della Slesia, trascorse la giovinezza a Cracovia dove iniziò gli studi poi proseguiti a Parigi e Bologna. Fu ordinato prete da Vincenzo Kadłubek, vescovo di Cracovia. Fu preposito della collegiata di Sandomierz.
Insieme con Giacinto, nel 1220 accompagnò il vescovo Ivo a Roma e vi conobbe san Domenico: fu testimone della miracolosa risurrezione di Napoleone, nipote del cardinale Stefano, operata da Domenico e, sempre con Giacinto, decise di abbracciare la vita religiosa tra i frati predicatori a Bologna. Dopo 15 mesi, nel 1221, il capitolo generale lo inviò, insieme ad altri frati, in Polonia per impiantarvi l'ordine.
Fondò un convento presso la chiesa di San Clemente a Praga, poi si stabilì nel convento della Santissima Trinità a Cracovia e fu infine inviato a Breslavia dove rimase superiore per sette anni. Nel 1232 succedette a Gerardo come provinciale di Polonia: fondò i conventi di Płock e Chełm.
Nel 1233 partecipò al capitolo generale dell'ordine a Bologna e assistette all'apertura della tomba di san Domenico. Dimessosi dalla carica di provinciale, nel 1236 tornò a Breslavia e vi si spense nel 1242.
Una tradizione leggendaria lo dice fratello di san Giacinto e parente del vescovo Ivo, per cui gli è attribuito il cognome Odrowąż.

## Il culto
Fu sepolto nella chiesa di Sant'Adalberto e nel 1330, sotto il vescovo Nanker, avvenne la traslazione delle sue reliquie in una cappella della chiesa.
Papa Clemente XI, con decreto del 27 agosto 1712, ne confermò il culto con il titolo di beato.
Il suo elogio si legge nel martirologio romano al 15 luglio.